# Algirdas Brazauskas
Algirdas Mykolas Brazauskas  (Rokiškis, 22 settembre 1932 – Vilnius, 26 giugno 2010) è stato un politico lituano, ex Presidente della repubblica e Primo ministro dal 2001 al 2006.

## Biografia
Laureato in ingegneria civile presso il Politecnico di Kaunas, fin dal 1965 ebbe diversi incarichi nel governo della Repubblica Socialista Sovietica lituana e nel Partito Comunista lituano.
- 1965-1967, ministro dell'industria dei materiali da costruzione.
- 1967-1977, presidente del comitato di pianificazione della Lituania.
- 1977-1987, segretario del Comitato centrale del Partito Comunista della Lituania.

Nel 1988 è divenuto segretario del partito, che sotto la sua guida ha appoggiato il movimento independentista e si è separato dal Partito sovietico fondando il Partito Democratico del Lavoro di Lituania.

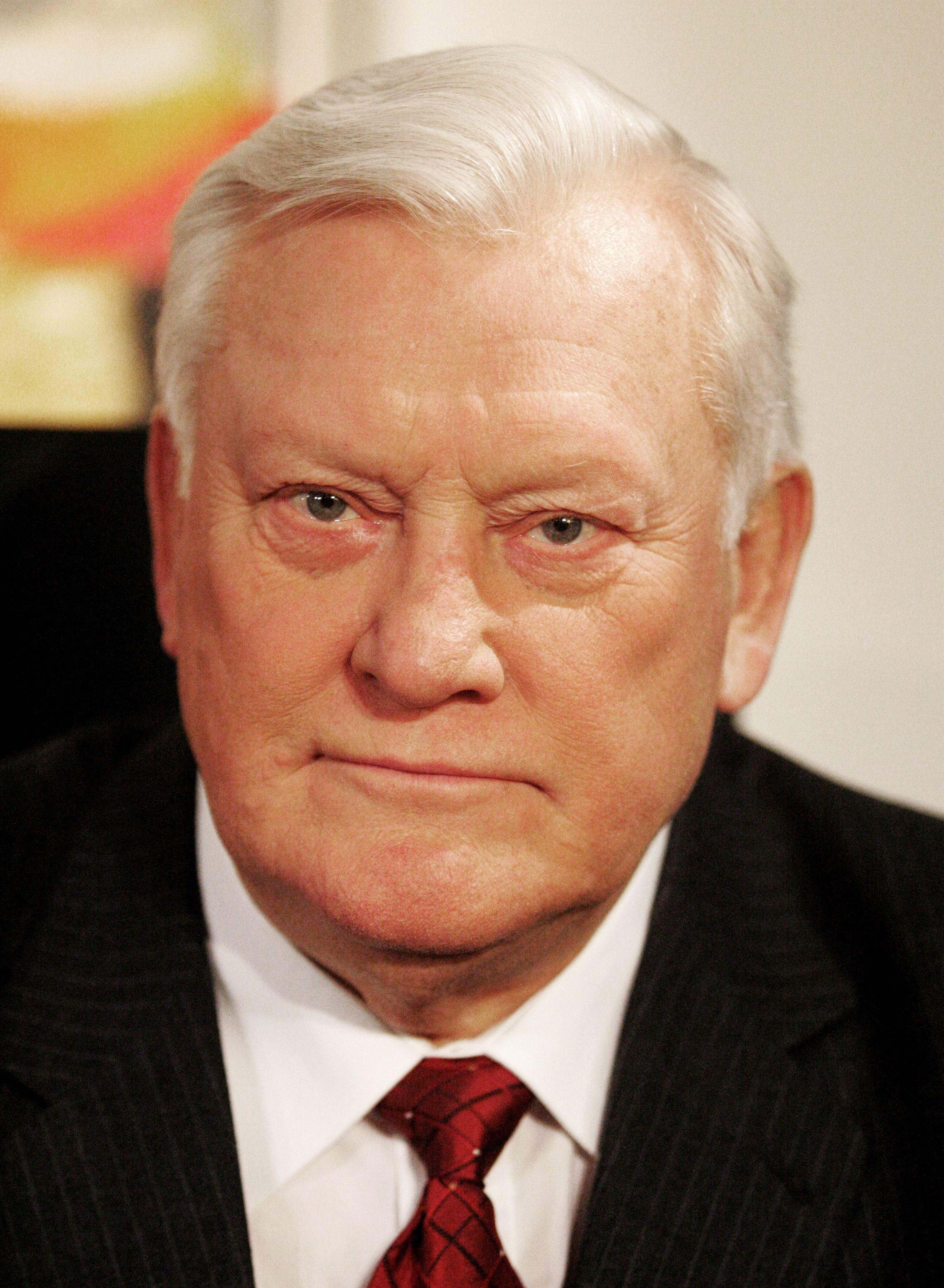
Brazauskas nel 2005

Dopo le elezioni parlamentari del 1992 è divenuto portavoce del parlamento e presidente facente funzioni della Lituania a partire dal 25 novembre 1992, in seguito vinse le elezioni presidenziali con una maggioranza del 60% e venne confermato il 25 febbraio 1993, rimase in carica fino al 25 febbraio 1998. Decise di non ricandidarsi per un nuovo mandato.
È stato Primo ministro del paese dal 4 luglio 2001 al 1º giugno 2006.
È scomparso nel 2010 all'età di 77 anni a causa di un tumore.